# Frederick, Duce de York
Prințul Frederick, Duce de York și Albany (Frederick Augustus; 16 august 1763 – 5 ianuarie 1827) a fost membru al Casei de Hanovra și al familiei regale britanice, al doilea copil și al doilea fiu al regelui George al III-lea. De la moartea tatălui său în 1820 până la propria sa moarte în 1827, a fost moștenitor prezumptiv al fratelui său mai mare George al IV-lea.

## Primii ani
Prințul Frederick Augustus s-a născut la 16 august 1763 la Palatul St. James din  Londra. Tatăl lui era monarhul britanic, regele George al III-lea. Mama lui a fost regina Charlotte (născută Prințesă de Mecklenburg-Strelitz). A fost botezat la 14 septembrie 1763 la Palatul St James, de arhiepiscopul de Canterbury, Thomas Secker. Nașii lui au fost: unchiul său, Ducele de Saxa-Gotha-Altenburg (reprezentat de contele Gower, Lordul Șambelan), unchiul său, Ducele de York (reprezentat de contele de Huntingdon), și mătușa lui, Prințesa Amelia.
La 27 februarie 1764, când Prințul Frederick avea șase luni, tatăl său a asigurat alegerea sa ca Prinț-Episcop de Osnabrück în Saxonia Inferioară de astăzi.. El a primit acest titlu pentru că tatăl său, în calitate de elector de Hanovra, a avut dreptul de a selecta orice alt titular al acestui titlu (în alternanță cu un prelat catolic). El a fost investit Cavaler al Ordinului Jartierei la 19 iunie 1771.